# Eye (歌手)
Eye（アイ、8月13日 - ）は、日本の女性歌手である。

## 来歴
2020年5月18日に歌い手としての活動をスタート。初めて投稿した歌ってみた動画は『一角獣』（てにをは）。自身のYouTubeチャンネルにおいては同年8月13日にアップロードした『金木犀』（くじら）が初めてである。
2020年内は歌い手としてカバー動画をアップしていたが、同年12月23日にコンポーザー・s-numとのネットアーティストプロジェクト「すいそうぐらし」のボーカルとして活動を始めることを発表。その後は主にすいそうぐらしとしての活動を精力的に行っている。

## 人物
出身地、本名等は未公開である。2021年現在は大学に通っていることを明言しており、2022年春に卒業予定。
たまに料理を爆発させる。

## ディスコグラフィ

### 歌ってみた動画 (YouTube)
| #    | 公開日         | タイトル                   | 本家アーティスト                  | 備考                                                         |  |
| ---- | -------------- | -------------------------- | --------------------------------- | ------------------------------------------------------------ |  |
| 1st  | 2020年8月13日  | 金木犀                     | くじら feat. Ado                  |                                                              |  |
| 2nd  | 2020年8月26日  | 悪い人                     | syudou                            |                                                              |  |
| 3rd  | 2020年9月6日   | GETCHA!                    | Giga x KIRA feat. 初音ミク & GUMI | 歌い手・よーいとともにカバーしている。自身初となる           |  |
| 4th  | 2020年9月24日  | テレキャスタービーボーイ   | すりぃ                            |                                                              |  |
| 5th  | 2020年10月3日  | チョコレートミルク         | あぷえら                          | バックコーラスとして歌い手・梓川をフィーチャリングしている。 |  |
| 6th  | 2020年10月23日 | なれない                   | 水野あつ                          |                                                              |  |
| 7th  | 2020年10月31日 | p.h.                       | SEVENTHLINKS                      |                                                              |  |
| 8th  | 2020年11月20日 | 昼鳶                       | ヨルシカ                          | 自身初となるバンドカバー。                                   |  |
| 9th  | 2020年12月5日  | bad guy                    | Billie Eilish                     |                                                              |  |
| 10th | 2021年2月10日  | 平行線                     | Eve x suis from ヨルシカ          | 歌い手・Sorachasoとのデュエットカバー。                      |  |
| 11th | 2021年2月14日  | エンヴィーベイビー         | Kanaria                           |                                                              |  |
| 12th | 2021年2月20日  | じゃあ君の思想が死ねばいい | 椎乃味醂                          |                                                              |  |
| 13th | 2021年2月23日  | ただ君に晴れ               | ヨルシカ                          | 初となる実写での歌ってみた動画。                             |  |
| 14th | 2021年3月7日   | ギラギラ                   | Ado                               |                                                              |  |
| 15th | 2021年5月18日  | シカバネーゼ               | jon-YAKITORY                      |                                                              |  |
| 16th | 2021年8月27日  | Noisy Sweet Home           | jon-YAKITORY                      | GABULIとのデュエットカバー。                                 |  |

### 配信シングル（すいそうぐらし名義）
| #   | リリース日     | タイトル             | 備考                                      |
| --- | -------------- | -------------------- | ----------------------------------------- |
| 1st | 2021年1月9日   | 嘘でも好きって。     | MVは2020年12月26日20時にYouTube上で公開。 |
| 2nd | 2021年4月23日  | それでも好きだよ。   |                                           |
| 3rd | 2021年9月10日  | 私だけが好きだった。 |                                           |
| 4th | 2021年12月26日 | 不在着信、雨フラス。 |                                           |
| 5th | 2022年3月18日  | 大人なフリして。     |                                           |
| 6th | 2022年6月17日  | 雨上がり、夏の距離。 |                                           |
| 7th | 2022年8月17日  | 微熱と眼差し。       |                                           |
| 8th | 2022年12月26日 | 濡れたスカート。     |                                           |
| 9th | 2023年3月15日  | 咲カナイ、ハカナイ。 |                                           |

### 配信シングル（Eye名義）
| #   | リリース日    | タイトル | 備考 |
| --- | ------------- | -------- | --- |
| 1st | 2021年8月21日 | Wisely   | MVは当初8月21日20時より公開予定であったが、動画担当の方との連絡が難航し、延期の末同年10月15日20時より公開された。 |
| 2nd | 2023年1月4日  | 大世界   | 作曲はMizore。MVはMECREのオフィシャルYouTubeチャンネルにて公開。                                                  |